# Кумысный (Челябинская область)
Кумы́сный — посёлок в Чебаркульском районе Челябинской области. Входит в состав Непряхинского сельского поселения.

## География
Посёлок находится на расстоянии 15 км к северо-востоку от города Чебаркуль, административного центра района.

## Население
| 2002 | 2010 |
| ---- | ---- |
| 99   | ↗145 |

### Национальный состав
По данным Всероссийской переписи, в 2010 году численность населения посёлка составляла 145 человек (71 мужчина и 74 женщины).
Проживают башкиры.

## Улицы
| - ул. Восточная, - ул. Западная, | - ул. Лесная, - ул. Фрунзе. |